# Ramolkogel
Der Ramolkogel ist ein mehrgipfeliger Berg im Ramolkamm, der nördlich vom west-östlich verlaufenden Hauptkamm der Ötztaler Alpen abzweigt. Der Bergkamm liegt im österreichischen Bundesland Tirol. Unterschieden wird zwischen dem Großen- mit einer Höhe von 3549 m ü. A. der höchste Gipfel des Kamms, dem Mittleren- (3518 m), dem Kleinen- mit 3349 m Höhe und dem Nördlichen Ramolkogel (3427 m), auch Anichspitze genannt, und zwar nach dem Tiroler Kartografen Peter Anich. Die Berggipfel besitzen besonders nach Nordosten, Richtung Obergurgl, einer Fraktion der Gemeinde Sölden, eine große geografische Dominanz. Zuerst bestiegen wurde der Große Ramolkogel am 18. Juli 1862 vom St. Galler Alpinisten Johann Jakob Weilenmann im Alleingang.

## Lage und Umgebung
Die Ramolgruppe liegt etwa 5 Kilometer Luftlinie südwestlich von Obergurgl im Gurgler Tal. Sie wird im Norden und Osten von Gletschern umgeben, im Südwesten und Westen fallen steile Schutthänge ins Venter Tal ab. Der Latschferner hat an der Nordwand des Großen Ramolkogels sein Nährgebiet, im Osten bildet sich der Ramolferner aus einem Firnfeld unterhalb der Anichspitze und des Mittleren Ramolkogels. Einzig bedeutend-benachbarter Berg ist im Süden, getrennt durch das Ramoljoch (3189 m), der Hintere Spiegelkogel mit 3424 m Höhe.

## Stützpunkt und Begehung

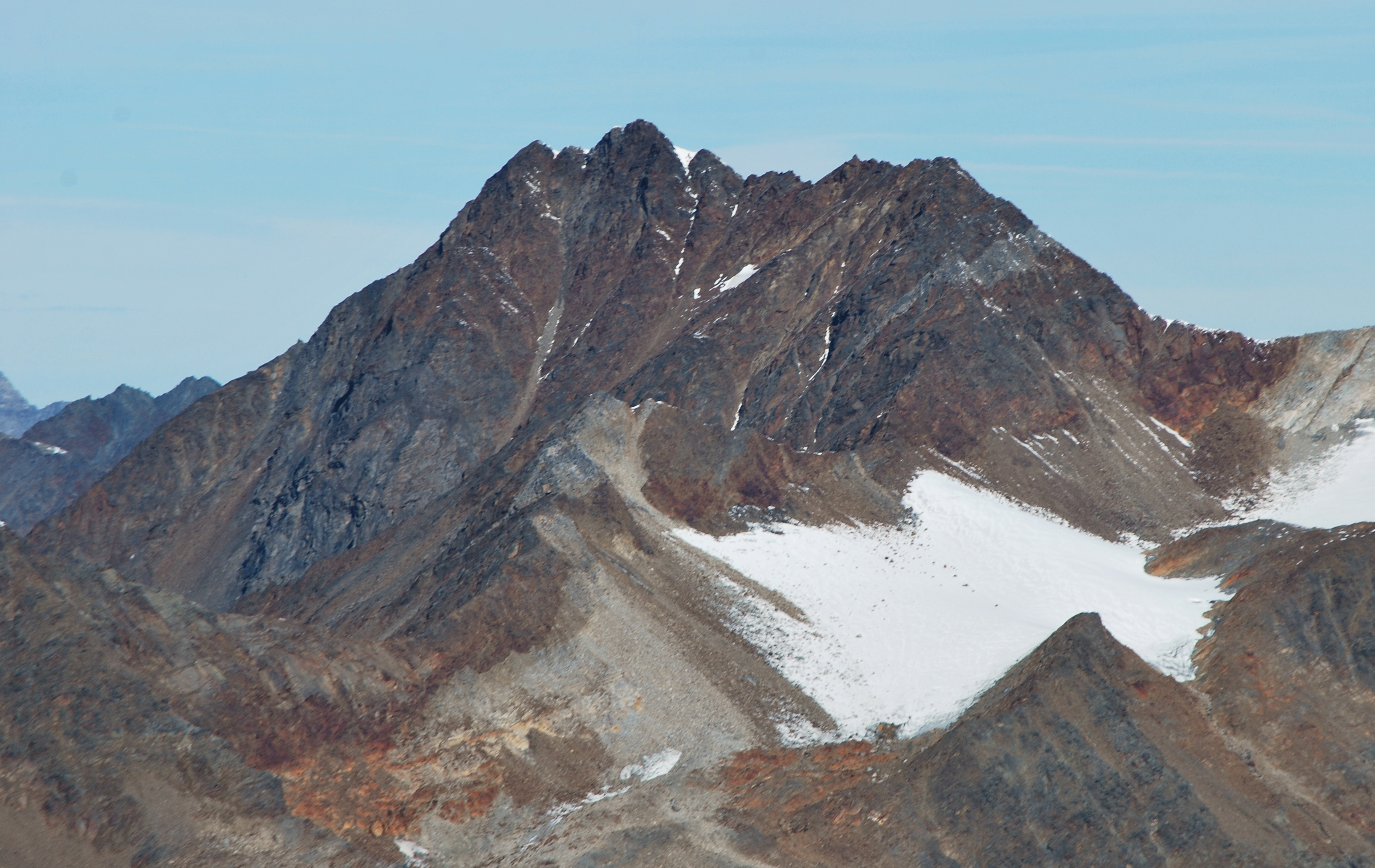
Großer Ramolkogel von Südosten (Hochwilde) mit Normalweg

Weilenmanns Bergfahrt am 18. Juli 1862 begann in Vent. Nachdem er vergeblich auf seinen Bergführer Nicodemus Klotz gewartet hatte, wollte er allein über das Ramoljoch nach Gurgl wandern. Auf seinem Weg entschloss er sich, den Großen Ramolkogel zu besteigen. Seine Route führte über die Südwestseite zum Gipfel. Der heutige Normalweg, der leichteste Anstieg auf den Berg, führt als Hochtour mit entsprechender Ausrüstung vom südlich gelegenen Ramolhaus, auf 3005 m Höhe, über den Nordostgrat zum Mittleren Ramolkogel. Die Tour verläuft nördlich von der Hütte über den Ramolferner hinauf zu einem auf 3367 m hoch gelegenen firnbedeckten Sattel zwischen der Anichspitze und dem Mittleren Ramolkogel. In westlicher Richtung geht es über den Ostgrat in, laut Literatur, leichter bis mäßig schwieriger Kletterei im Schwierigkeitsgrad UIAA I bis II zum Mittleren und Großen Ramolkogel, sowie nordöstlich weiter zur Anichspitze in einer Gehzeit von vier bis fünf Stunden. Seit einem Felsausbruch zwischen dem Mittleren Ramolkogel und dem Hauptgipfel im Bereich des Normalwegs ist der Große Ramolkogel nur noch erschwert erreichbar.